# 김동백
김동백(1941년 8월 18일~)은 대한민국의 알파인 스키 선수로, 1964년 동계 올림픽에 참가했다.